# Lijst van voetbalinterlands Amerikaanse Maagdeneilanden - Aruba (vrouwen)
Deze lijst van voetbalinterlands is een overzicht van alle officiële voetbalinterlands tussen de nationale vrouwenteams van de Amerikaanse Maagdeneilanden en Aruba. De landen hebben tot nu toe één keer tegen elkaar gespeeld.

## Wedstrijden
| № | Plaats       | Datum       | Competitie        | Wedstrijd                           | Uitslag |
| - | ------------ | ----------- | ----------------- | ----------------------------------- | ------- |
| 1 | Saint John's | 27 mei 2014 | Vriendschappelijk | Amerikaanse Maagdeneilanden − Aruba | 1 − 0   |

## Samenvatting
| Competitie        | Totaal gespeeld | Winst Amerikaanse Maagdeneilanden | Gelijk | Winst Aruba | Doelsaldo Amerikaanse Maagdeneilanden – Aruba |
| ----------------- | --------------- | --------------------------------- | ------ | ----------- | --------------------------------------------- |
| Vriendschappelijk | 1               | 1                                 | 0      | 0           | 1 − 0                                         |
| Totaal            | 1               | 1                                 | 0      | 0           | 1 − 0                                         |

USVI Soccer Federation · A-internationals · Mannenelftal van de Amerikaanse Maagdeneilanden
2002 – 2009 · 2010 – 2019 · 2020 – 2029
Anguilla ·
Antigua en Barbuda ·
Aruba ·
Bahama's ·
Barbados ·
Bermuda ·
Britse Maagdeneilanden ·
Costa Rica ·
Cuba ·
Curaçao ·
Dominica ·
Dominicaanse Republiek ·
Grenada ·
Guatemala ·
Haïti ·
Jamaica ·
Kaaimaneilanden ·
Saint Kitts en Nevis ·
Saint Lucia ·
Saint Vincent en de Grenadines ·
Suriname ·
Trinidad en Tobago ·
Turks- en Caicoseilanden
AVB · A-internationals · Arubaans mannenelftal
2006 – 2019 · 2020 – 2029
Amerikaanse Maagdeneilanden ·
Anguilla ·
Antigua en Barbuda ·
Barbados ·
Belize ·
Cuba ·
Curaçao ·
Dominicaanse Republiek ·
El Salvador ·
Grenada ·
Haïti ·
Nederlandse Antillen ·
Panama ·
Puerto Rico ·
Saint Kitts en Nevis ·
Saint Vincent en de Grenadines ·
Suriname ·
Trinidad en Tobago ·
Turks- en Caicoseilanden